# Melanargia essonsakaria
Melanargia essonsakaria är en fjärilsart som beskrevs av Ruggero Verity 1953. Melanargia essonsakaria ingår i släktet Melanargia och familjen praktfjärilar. Inga underarter finns listade i Catalogue of Life.